# Transelectrica
АТ «Транселектрика» (рум. C.N.T.E.E. Transelectrica) — румунська енергетична компанія, зайнята в галузі виробництва і розподілу електроенергії. Має власний лістинг акцій на Бухарестській фондовій біржі. Заснована у 2000 році. Власники — Міністерство економіки, торгівлі і ділового середовища Румунії (58,69%), Румунський фонд власності (13,5%) і Бухарестська фондова біржа та інші інвестори (27,81%).
Перша публічна компанія в Румунії, власником якої є держава, що має лістинг акцій на Бухарестській фондовій біржі в рамках програми «Потужний ринок», запущеної Урядом Румунії в підтримку публічних компаній на ринку капіталу. Капіталізація компанії становить 1,1 млрд євро.

## Структура

### Філії
- ST Bucharest: місто Бухарест, жудці Бузеу, Келераш, Димбовіца, Джурджу, Яломіца, Ілфов, Прахова, Телеорман. 1240 км ліній електропередач.
- ST Constanţa: жудці Констанца, Тулча, Галац, Бреїла, частина жудців Яломіца і Вранча. 900 км ліній електропередач.
- ST Piteşti: жудці Арджеш, Олт і Вилча. 1200 км ліній електропередач.
- ST Craiova: жудці Долж, Горж і Мехедінць. 1528 км ліній електропередач.
- ST Timişoara: жудці Тіміш, Арад, Караш-Северін і Хунедоара. 1100 км ліній електропередач.
- ST Sibiu: жудці Алба, Сібіу, Муреш, Харгіта, Ковасна та Брашов. 987 км ліній електропередач.
- ST Bacău: жудці Сучава, Ясси, Нямц, Васлуй, Бакеу, Вранча і Ботошані. 1051 км ліній електропередач.
- ST Cluj: жудці Клуж, Біхор, Марамуреш, Сату-Маре та Селаж. 952 км ліній електропередач.

### Дочірні підприємства
- OPCOM (Operatorul Pietei de Energie Electrica) — затверджене згідно з розпорядженням №627/2000 як дочірнє підприємство «Transelectrica». Забезпечує основу для укладення комерційних угод на постачання електричної енергії.
- SMART — компанія з обслуговування мереж передачі електроенергії. Утворена шляхом реорганізації «Transelectrica» відповідно до розпорядження №710/2001. Займається проведенням ревізій, ремонтом первинного та вторинного устаткування з мережі передачі, проведенням профілактичних вимірювань, усуненням неполадок на електроустановках, наданням послуг і мікро-виробництвом електрообладнання.
- Formenerg — організація навчальних заходів для співробітників енергетичного сектора. Компанія утворена 1 квітня 2002 роки як дочірнє підприємство «Transelectrica».
- Teletrans — компанія утворена в січні 2003 року, займається наданням інформаційних та комунікаційних послуг, необхідних для управління електричними мережами.
- Icemenerg (Institutul de Cercetări şi Modernizări Energetice) — згідно з розпорядженням №1065/2003, пов'язаних з реорганізацією «Transelectrica» і «Icemenrg» шляхом злиття обох компаній, була схвалена реорганізація «Icemenerg» як дочірнє підприємство «Transelectrica». Надає послуги у сфері обслуговування теплових електростанцій, електричних підстанцій і мереж. Реорганізовано у вересні 2010 року в координації з Міністерством економіки Румунії[4][5].

Icemenrg Service — в 2004 році після рішення уряду про реорганізацію Національної електроенергетичної компанії «Transelectrica» і «Icemenerg Service» останнє стало дочірнім підприємством «Transelectrica».